# Jean-Adolphe Ier de Schleswig-Holstein-Plön
Jean-Adolphe Ier de Schleswig-Holstein-Plön (allemand : Johann Adolf ou Hans Adolf), né le 8 avril 1634, à Ahrensbök — mort le 2 juillet 1704 Ruhleben), second duc de Schleswig-Holstein-Sonderbourg-Plön, duché créé par une partition du duché Schleswig-Holstein-Sonderbourg.

## Biographie
Jean-Adolphe nait le 8 avril 1634 à Ahrensbök, il est le fils aîné du duc de Plön, Joachim-Ernest de Schleswig-Holstein-Sonderbourg-Plön et de Dorothée de Holstein-Gottorp.
De 1645 à 1650 il effectue un grand Tour dans les pays d'Europe dont l'Angleterre et la France. Il est accompagné de son frère, Auguste, qui est son cadet d'un an. En 1671 il hérite du duché à la mort de son père. Le 25 octobre 1671 il est décoré de Ordre de l'Éléphant, la plus haute décoration danoise dans il devient le 124e membre.
En 1684, il est à l'origine du premier pavillon de chasse bâti à Traventhal qui est suivi en 1685 par l'église Saint-Jean de Plön et en 1690 de l'église paroissiale de Plön. Jean Adolphe prend part  à plusieurs des plus importants conflits militaires de son époque dont la guerre contre Empire ottoman et il laisse le gouvernement du duché pendant ce temps à s amère puis à son épouse. Pendant son règne la  Paix de Travendal est une étape de la Grande Guerre du Nord signée dans son pavillon de chasse. En 1704 il se trouve en Hongrie et combat les  Kurucs avec les forces d'Holstein-Plön et du Danemark et où il participe à la  bataille de Smolenice.
Le duc Jean-Adolphe meurt le 2 juillet 1704 à Ruhleben, quelques jours après son fils, Adolphe-Auguste, se soit tué dans un accident de cheval. Comme Léopold-Auguste, le fils d'Adolphe-Auguste et petit fils de Jean-Adolphe meurt en enfance en 1706, son État revient  au neveu de Jean-Adolphe, Joachim-Frédéric de Schleswig-Holstein-Plön, issu de la lignée de Schleswig-Holstein-Sonderbourg-Norbourg.

## Union et postérité
Jean-Adolphe épouse Dorothée-Sophie de Brunswick-Wolfenbüttel, fille aînée de Rodolphe-Auguste de Brunswick-Wolfenbüttel. Ils ont deux enfants:
- Adolphe-Auguste (né le 29 mars 1680; mort le 29 juin 1704), qui épouse Élisabeth-Sophie de Schleswig-Holstein-Sonderbourg-Nordborg (1683-1767) : Parents du duc Léopold-Auguste
- Dorothée-Sophie (1692–1765), épouse d'Adolphe-Frédéric III de Mecklembourg-Strelitz

## Article lié
- Liste des ducs de Schleswig-Holstein-Sonderbourg-Glücksbourg